# Estación de Prince Rupert
Prince Rupert está en la línea principal de la Canadian National Railway en Prince Rupert, Columbia Británica. La estación es la terminal occidental del tren Jasper-Prince Rupert, propiedad de Via Rail.

## Historia
El edificio de la estación fue diseñado por la División de Arquitectura de CNR en Winnipeg y construido entre 1921 y 1922 en un estilo clásico moderno junto al paseo marítimo. Se convirtió en una estación de tren patrimonial designada a nivel federal en 1992. Los servicios incluyen alquiler de coches, teléfonos, máquinas expendedoras y baños.